# Spring Valley (Ohio)
Spring Valley – wieś w Stanach Zjednoczonych, w stanie Ohio, w hrabstwie Greene.